# Министерство по делам поселений и национальных проектов Израиля
Министерство по делам поселений и национальных проектов (ивр. משרד ההתיישבות והמשימות הלאומיות‎)  — одно из правительственных министерств государства Израиль, созданное в 2020 году, которому поручено заниматься вопросами поселений, национальной службы, еврейской культуры и довоенной подготовкой в Израиле.

## История
В 2020 году, в связи с затруднительным положением с распределением должностей между коалиционными партиями в тридцать пятом правительстве Израиля, премьер-министр Биньямин Нетаньяху предложил создать министерство по делам поселений, и создание министерства было одобрено правительством в рамках инициативы по созданию шести новых правительственных министерств.
16 мая 2020 года Нетаньяху предложил этот пост члену Кнессета Ципи Хотовели, и она согласилась на это назначение. Хотовели ушла в отставку с этой должности в августе 2020 года и была назначена послом Израиля в Лондоне. Вместо нее министром по делам поселений была назначена Цахи Ханегби .
29 декабря 2022 года с формированием 37-го правительства Орит Струк была назначена на должность министра поселений. В соответствии с коалиционным соглашением, подписанным между фракциями «Ликуд» и религиозным сионизмом, название министерства было изменено на «Министерство поселений и национальных проектов», и многие направления деятельности были переданы ему от других министерств.

## Подразделения министерства
- Отдел планирования и контроля : включает в себя контроль за деятельностью Отдела поселений Всемирной сионистской организации, который служит исполнительным органом израильского правительства в проектировании и создании сельскохозяйственных поселений в Иудее и Самарии и на Голанах (а в прошлом также на Синае и в секторе Газа ), а с 2004 года также в Негеве и Галилее . До 2020 года отдел являлся отделом Министерства сельского хозяйства[6].
- Управление национальной гражданской службы : центральный правительственный орган, в ведении которого находится все управление национальной гражданской службой в Израиле.
- Отдел довоенных подготовительных школ : отвечает за признание довоенных доначальных школ в соответствии с Законом о довоенных подготовительных школах . В прошлом он был включен в Министерство образования .
- Отдел еврейской культуры : отвечает за распространение еврейской культуры в системе образования. В прошлом он был включен в Министерство образования .
- Отдел еврейской идентичности : продвигает и финансирует проекты, призванные укрепить еврейскую идентичность и сделать иудаизм доступным для граждан. В прошлом он входил в состав Министерства религиозных служб .
- Отдел миссионерских сообществ : отвечает за оказание поддержки миссионерским сообществам.

## Список министров
| #                                               | Изображение | Имя            | Фракция             | Начало срока         | Конец срока         | Правительство                          |
| ----------------------------------------------- | ----------- | -------------- | ------------------- | -------------------- | ------------------- | -------------------------------------- |
| 1                                               |             | Ципи Хотовели  | Ликуд               | 17 мая 2020 года     | 3 августа 2020 года | Тридцать пятое правительство Израиля   |
| 2                                               |             | Цахи Ханегби   | Ликуд               | 4 августа 2020 года  | 13 июня 2021 года   | Тридцать пятое правительство Израиля   |
| 3                                               |             | Нафтали Беннет | Ямина               | 13 июня 2021 года    | 8 ноября 2022 года  | Тридцать шестое правительство Израиля  |
| Замещение места премьер-министром Яиром Лапидом |             |                |                     |                      |                     | Тридцать шестое правительство Израиля  |
| 4                                               |             | Орит Струк     | Религиозный сионизм | 29 декабря 2022 года | настоящее время     | Тридцать седьмое правительство Израиля |

## Генеральные директора министерства
| # | Изображение | Имя             | Начало срока       | Конец срока          |
| - | ----------- | --------------- | ------------------ | -------------------- |
| 1 |             | Ави Наим        | 21 июня 2020 года  | 31 октября 2020 года |
| 2 |             | Йосеф Дразнин   | 1 ноября 2020 года | июнь 2021 года       |
| 3 |             | Мордехай Кахана | 2022 год           | 2023 год             |